# Camilo José Cela
Camilo José Cela y Trulock (Iria Flavia, 11 de mayo de 1916-Madrid, 17 de enero de 2002) fue un escritor español. Representante de la literatura de posguerra, ejerció como novelista, periodista, ensayista, editor de revistas literarias y conferenciante. Fue académico de la Real Academia Española y resultó galardonado, entre otros, con el Premio Príncipe de Asturias de las Letras en 1987, el Premio Nobel de Literatura en 1989 y el Premio Cervantes en 1995.
Por sus méritos literarios, en 1996 el rey Juan Carlos I le otorgó el marquesado de Iria Flavia, creado ex profeso. En el año 2000, Cela puso la primera piedra, junto a Felipe Segovia Olmo, de la Universidad Camilo José Cela, de la que fue rector honorífico.

## Biografía

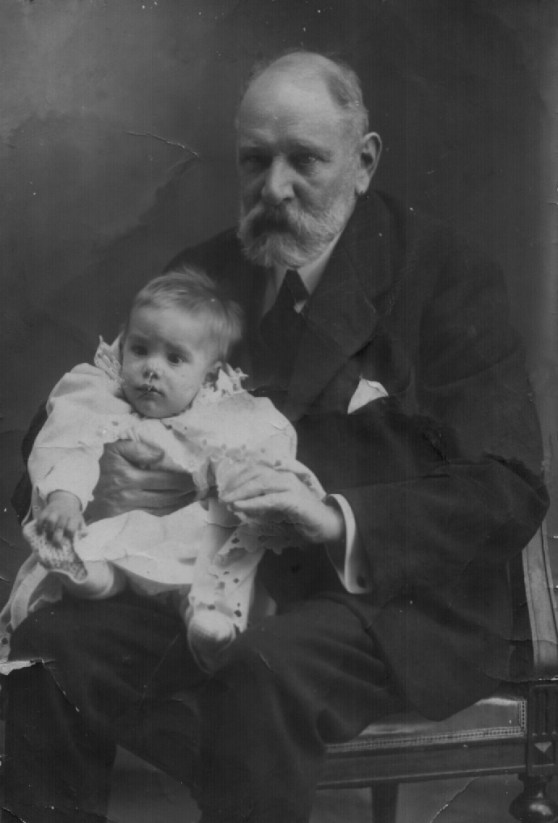
Camilo José Cela con su abuelo materno, John Trulock (1916).

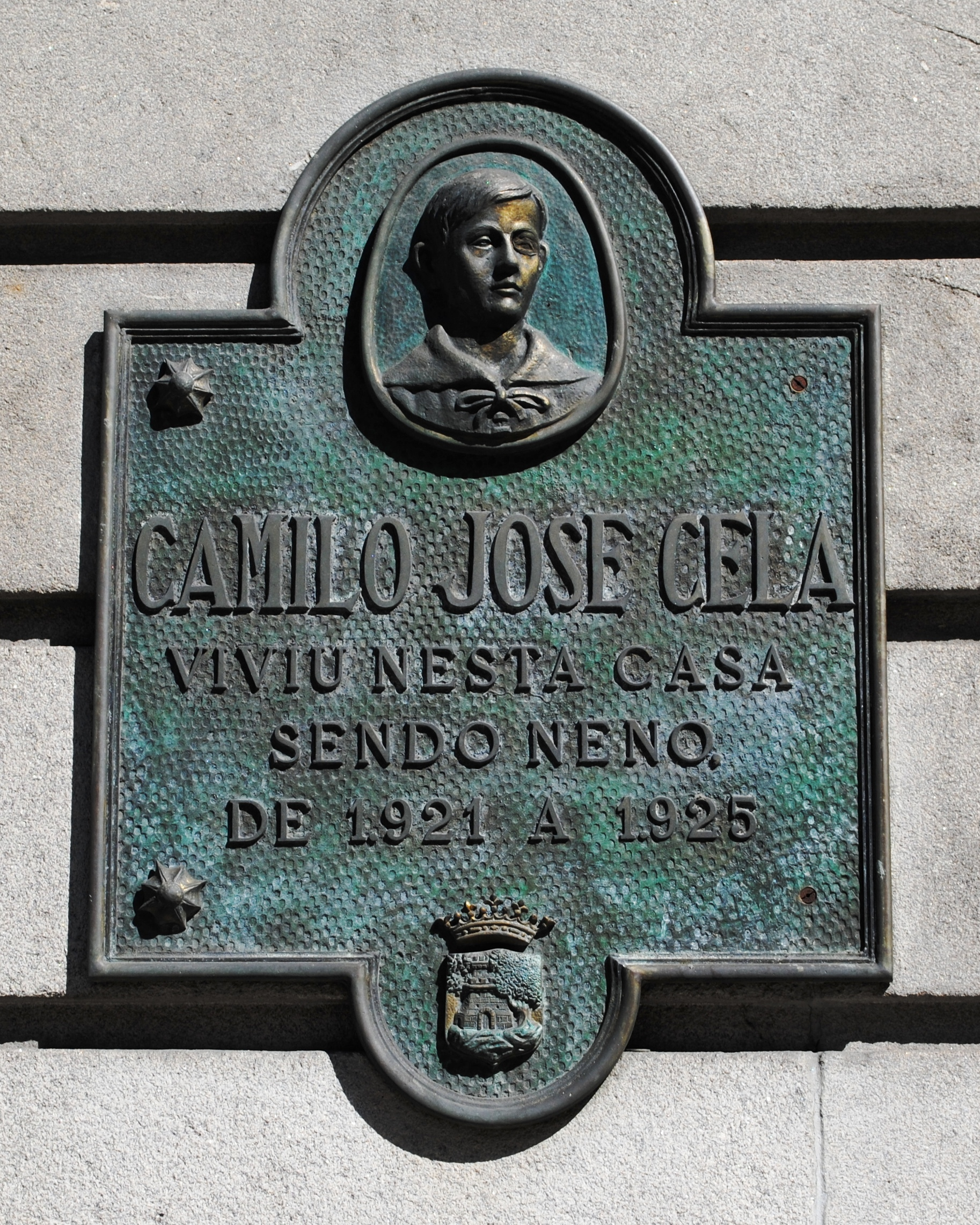
Placa conmemorativa en Vigo.

Camilo José Cela nació en la parroquia de Iria Flavia, perteneciente al término de Padrón, en la provincia de La Coruña, el 11 de mayo de 1916. Su padre (Camilo Crisanto Cela y Fernández) era gallego y su madre gallega de ascendencia inglesa e italiana (Camila Emanuela Trulock y Bertorini); su sexto apellido es belga, Lafayette. Fue el primogénito de la familia Cela Trulock (tuvo un hermano menor llamado Jorge, posteriormente editor y escritor) y fue bautizado con los nombres de "Camilo José María Manuel Juan Ramón Francisco Javier de Jerónimo" en la Colegiata de Santa María la Mayor. Durante los años 1921 a 1925 la familia residió en Vigo, instalándose en 1925 en Madrid, donde Camilo cursó estudios en el colegio de los Escolapios de la calle General Díaz Porlier hasta que lo expulsaron por tirar un compás a un profesor; después fue a parar a los maristas de Chamberí, con los que pasó cuatro años antes de que lo expulsaran, esta vez por organizar una huelga.
En 1931, hubo de ser internado en el sanatorio antituberculoso de Guadarrama, experiencia que recrearía posteriormente en su novela Pabellón de reposo. Según contara más tarde, Cela empleó los periodos de inacción que su enfermedad le impuso en intensas lecturas de Ortega y Gasset y la colección de autores clásicos españoles de Rivadeneyra. En 1934, con la ayuda de instructores particulares consiguió pasar los exámenes de estudios secundarios en el Instituto San Isidro de Madrid, e inició la carrera de Medicina. Se ha documentado en ese periodo universitario que Cela solía asistir como oyente a las clases de Literatura Española Contemporánea de Pedro Salinas en la nueva Facultad de Filosofía y Letras, donde se hizo amigo del escritor y filólogo Alonso Zamora Vicente. También trató a Miguel Hernández y María Zambrano, en cuya casa de la plaza del Conde de Barajas conoció en tertulia a Max Aub y otros escritores e intelectuales.
La Guerra Civil estalló mientras él estaba en Madrid, con veinte años y recién convaleciente de tuberculosis. Cela, de ideas conservadoras, logró escapar a la zona sublevada y se alistó como soldado, fue herido y hospitalizado en Logroño.

Tres margaritas visitaron la sala n.º 5, en una cesta llevaban los regalos.
—Soldadito, te voy a condecorar con un escapulario del Sagrado Corazón para que te preserve de todo mal, mira lo que dice: «Detente, bala, el Corazón de Jesús está conmigo».
El artillero Camilo se puso pálido, se le escapó todo el color de la cara.
—No, no, muchas gracias, condecore usted a otro, se lo ruego, se lo pido por favor, yo llevaba uno prendido con un imperdible en la guerrera y aún no hace un mes me lo sacaron por la espalda, se lo digo con todo respeto, señorita, pero para mí que el Sagrado Corazón es gafe.
Mazurca para dos muertos, pág. 183.

Al acabar la guerra decidió no continuar sus estudios universitarios y entró a trabajar en una Oficina de Industrias Textiles, donde empezó a escribir lo que sería su novela La familia de Pascual Duarte. «Empecé a sumar acción sobre acción y sangre sobre sangre y aquello me quedó como un petardo» ha dicho Cela al respecto.
Vuelve a ser ingresado por sus dolencias pulmonares, en el verano de 1942, esta vez en el Nuevo Sanatorio de Hoyo de Manzanares. Durante su estancia, escribió la citada novela Pabellón de reposo y trabó amistad con Felisa Ibáñez de Aldecoa, que le presentó a su hermano Rafael, que dirigía la editorial familiar. Cela le hizo llegar el manuscrito de La familia de Pascual Duarte y Rafael lo publicó ese mismo año.
En 1954, Cela se trasladó a Mallorca, instalándose en Palma de manera permanente. A los cincuenta años, Cela comenzó a escribir sus memorias y trazó entonces un amplio proyecto que llamó La cucaña. De aquel plan editó un primer libro, titulado La rosa, que termina en los recuerdos de su infancia; el volumen II, subtitulado Memorias, entendimientos y voluntades, lo publicó en 1993 y abarca parte de la infancia, la adolescencia y juventud del autor.
Se casó en 1944 con María del Rosario Conde Picavea (1914-2003), maestra de formación, con quien tuvo, dos años después, su único hijo, Camilo José. Se divorciaría en 1990 para casarse en 1991 con Marina Castaño López, periodista con la que compartió sus últimos doce años. Murió el 17 de enero de 2002 a los ochenta y cinco años de edad. Sus últimas palabras fueron: ¡Viva Iria Flavia!. Tras su muerte fue enterrado en el cementerio de Santa María de Adina, en su localidad natal.
Orientado a la literatura y ambicioso, puso en marcha en plena dictadura franquista un mecanismo que el poeta falangista Dionisio Ridruejo definió como «estrategia de la fama, el culto a la personalidad y la voluntad imperativa».

## Estrategia política
Cela malvivió de colaboraciones con la prensa en la posguerra. Obtuvo el imprescindible carné de periodista con el apoyo de Juan Aparicio en 1943. El periodista Eugenio Suárez, censor confeso, refiere estos primeros años difíciles de Cela. Optó y ocupó un puesto en el Cuerpo Policial de Investigación y Vigilancia del Ministerio de la Gobernación del régimen franquista donde trabajó como censor (véase el recuadro) durante 1943 y 1944. Sus dos primeras obras literarias fueron censuradas lo que hizo aumentar las expectativas de los lectores.
Conquistado literariamente Madrid, se trasladó a Palma de Mallorca (1954-1989), donde se introdujo en el negocio editorial creando en 1956, con Caballero Bonald como secretario de redacción, una revista literaria llamada Papeles de Son Armadans (1956-1979) que Cela supo orientar más allá del sectarismo propio de aquellos tiempos, apoyando la participación de relevantes escritores del exilio. En 1964 fundó la editorial Alfaguara junto con su hermano Jorge Cela, donde se publicaron sus obras y las de otros muchos autores del momento.
A pesar de su mayor estabilidad económica, Cela demostró su talante mercantilista y su connivencia con el poder político del tardofranquismo.
El profesor Ysàs desveló en 2004 con documentos cómo personas de renombre de la literatura española, como era ya Camilo José Cela, se ofrecieron a colaborar con el Ministerio de Información en los años de la Transición con el objeto de reconducir, o mejor dicho frenar, la disidencia de otros compañeros. Cela sugirió que algunos intelectuales, disidentes en apariencia, podrían ser sobornados, «domesticados» o convertidos en fieles al sistema. Incluso llegó a sumarse a un grupo de escépticos e inconformistas simulados para poder así espiar sus actividades. Conociendo las dificultades del oficio, entre otros trucos Cela proponía la compra de libros a ciertos autores para favorecerlos, o hacerles contratos de edición en alguna editorial que colaborara con el franquismo, y si era preciso que se crease al efecto, aumentándoles el porcentaje a percibir para ganárselos.
Presidió la Sociedad de Amistad España-Israel, constituida en la década de 1970 con el fin de ayudar al establecimiento de relaciones diplomáticas entre los dos países y a fomentar las relaciones culturales, bajo la idea de los elementos judíos constitutivos de la cultura española.
Cela fue nombrado senador en las primeras Cortes Generales de la transición democrática y tomó parte activa en la revisión que el Senado efectuó del texto constitucional elaborado en el Congreso de los Diputados. Su enmienda consistió en denominar a la lengua oficial del Estado como «castellano o español» y que el color «gualda» de la bandera española sea designado como «amarillo». Con el comienzo del año de 1979 y con la convocatoria de nuevas elecciones generales, Cela concluyó su etapa de senador por designación real.

## Obra literaria
En 1938, concluyó Pisando la dudosa luz del día, poemario surrealista, cuando la guerra civil española ya había estallado y Madrid estaba asediado (el libro sería publicado luego en 1945). En 1942, la Editorial Aldecoa, ubicada en la calle Diego de Siloé, de Burgos, publicó su primera novela. La familia de Pascual Duarte, novela que se desarrolla en la Extremadura rural de antes de la Guerra Civil y durante ella y en la que su protagonista cuenta la historia de su vida, en la que se presenta la violencia más cruda como única respuesta que conoce a los sinsabores de su existencia. Este libro inauguró un nuevo estilo en la narrativa española, conocido con el término «tremendismo». Fue llevada al cine con el título de Pascual Duarte en 1975, bajo la dirección de Ricardo Franco, y fue presentada en competición oficial en el Festival de Cannes de 1976, donde el actor protagonista, José Luis Gómez, recibió el Premio a la Mejor Interpretación Masculina.
A partir de aquí Cela concibió la novelística como un género en libertad: el escritor no debe someterse a ninguna norma, de ahí su voluntad experimental que hace que cada una de sus obras sea diferente y que en cada una ensaye una técnica diferente. Mezclando sabiamente los recursos narrativos de las vanguardias del siglo XX, se convirtió en un artista «rompedor». Descubrió la infalible fórmula literaria que utilizará en adelante: equilibrada aleación de humor, ternura, horror, desenfado verbal y léxico escatológico. Al contrario de otros autores, Cela explica detenidamente o anuncia, en prólogos, paratextos y entrevistas todo lo que escribe y por qué lo hace.
Una de sus obras maestras, La colmena, se editó primeramente en 1951 en Buenos Aires, ya que la censura había prohibido su publicación en España a causa de sus pasajes eróticos. Posteriormente, durante el mismo franquismo, Manuel Fraga, como ministro del Interior, autorizó personalmente la primera edición española. La novela cuenta retazos de las historias de múltiples personajes que se desarrollan en el Madrid de los primeros años del franquismo. Muchos críticos consideran que esta obra incorpora la literatura española a la novelística moderna. El mismo autor definió esta obra como «esta crónica amarga de un tiempo amargo» en el que el principal protagonista es el «miedo». Está considerada por parte de la crítica especializada como una de las mejores novelas españolas del segundo tercio del siglo XX. Fue llevada al cine bajo la dirección de Mario Camus en 1982, en película donde el propio Cela participó como guionista y actor.
Tenía pactadas con el régimen del dictador venezolano Marcos Pérez Jiménez, a precio de oro y para los siguientes diez años, una serie de cinco o seis novelas (Historias de Venezuela) propagandísticas a favor de aquella dictadura. La catira fue la primera, publicada en 1955. Cela quiso refundar literariamente Venezuela; incluso se aplicó para crear una nueva lengua, la llanera, que fue una impostura absoluta. Se parecía al español rústico, una lengua que cortaba las palabras por el final. Cela cobró por La catira una suma bastante alta para la época: unos tres millones de pesetas, según el testimonio de su hijo en su biografía Cela, mi padre.
El caso de Cela fue especial. Su encargo se insertó en una ofensiva diplomática para promocionar el perezjimenismo y sus programas de inmigración en el exterior, pero también para vender culturalmente el franquismo. No hay que olvidar que 160 000 españoles se instalaron por entonces en Venezuela. Pero La catira provocó tal escándalo en los círculos culturales del país que la colaboración entre la dictadura de Pérez Jiménez y el escritor español quedó liquidada y no hubo más Historias de Venezuela.
San Camilo, 1936 (1969), obra ambientada, como su título indica («Vísperas, festividad y octava de San Camilo 1936 en Madrid»), en la semana precedente al estallido de la guerra civil española, está escrita en un monólogo interior continuo. Estilo parecido se encuentra en su obra Cristo versus Arizona (1988), una de sus novelas más enigmáticas, basada en los sucesos de 1881 del OK Corral, la cual está escrita en una única y larga oración con el uso de un solo punto (el final). Son narraciones caóticas, con aparición de cientos de personajes y empleo de técnicas cubistas de fragmentación y collage.
Fue un viajero incansable que anduvo con la mochila al hombro por las tierras de España. El escritor manifestó su voluntad de recorrer únicamente tierras españolas, no le interesaba lo exótico, ni lo lejano. Sus libros de viaje, que incluyen Viaje a la Alcarria (1948), el más célebre, y Del Miño al Bidasoa que relata la historia de un vagabundo que va desde el río Miño hasta el Bidasoa y que lo une con Asturias, comunidad autónoma en la que le entregaron el premio Príncipe de Asturias (1952), le dieron cierta fama de hombre andariego, fornicador y tragaldabas.
La insólita y gloriosa hazaña del cipote de Archidona (1977), no demasiado conocida para el público en general, es, sin duda, una de sus obras más divertidas, destacándose que narra un hecho real. Literariamente pertenece al género epistolar: reúne la delirante correspondencia mantenida entre Cela y su amigo y académico Alfonso Canales. Básicamente se comentaban todo suceso extraordinario y normalmente relacionado con la gente común y sus costumbres y hábitos sexuales o estrambóticos en general. Fue llevada al cine con mucho éxito.
María Sabina. Oratorio dividido en 1 pregón (que se repite) y 5 melopeas. Libreto inspirado en la celebrada mujer de conocimiento mazateca. La primera edición de esta obra fue publicada en la revista Papeles de Son Armadans, en diciembre de 1967. Se estrenó, con música del compositor Leonardo Balada, en el Carnegie Hall de Nueva York, el 17 de abril de 1970. Un mes más tarde, el Teatro de la Zarzuela recibía con manifiesta hostilidad de crítica y público esta ópera inscrita en una línea de ruptura que por aquellos tiempos alcanza otra significativa expresión novelística. Obra del Cela poeta, restringida al teatro musical, en la que alternan secuencias de amplitud muy diversas donde todas las formas del lenguaje, desde las más sencillas a las más sofisticadas, permiten al autor traducir toda clase de matices líricos, sentimientos y sensaciones, al igual que ocurre en su poema Casi cien acrósticos. Emotivo poema escrito en los últimos días de vida del escritor y llevados al pentagrama en forma de lied romanza para soprano y piano por el catedrático y compositor Miguel Brotóns. Pieza interpretada como homenaje al premio Nobel en mayo de 2018 en el Paraninfo de la Fundación Pública Gallega "Camilo José Cela" de Iria Flavia.
Camilo José Cela fue elegido, en febrero de 1957, miembro de la Real Academia Española, donde ocupó el sillón Q. Su discurso de presentación tuvo lugar el día 27 de mayo del mismo año. En su discurso, al que respondió Gregorio Marañón, trató de la obra literaria del pintor José Gutiérrez Solana (1886-1945).
En 1995 fundó una nueva revista literaria, El Extramundi y los papeles de Iria Flavia, que dirigió hasta su muerte en 2002.
En 2022, se dio a conocer que se había localizado el primer manuscrito original autor, un poemario de 1936.

## La imagen

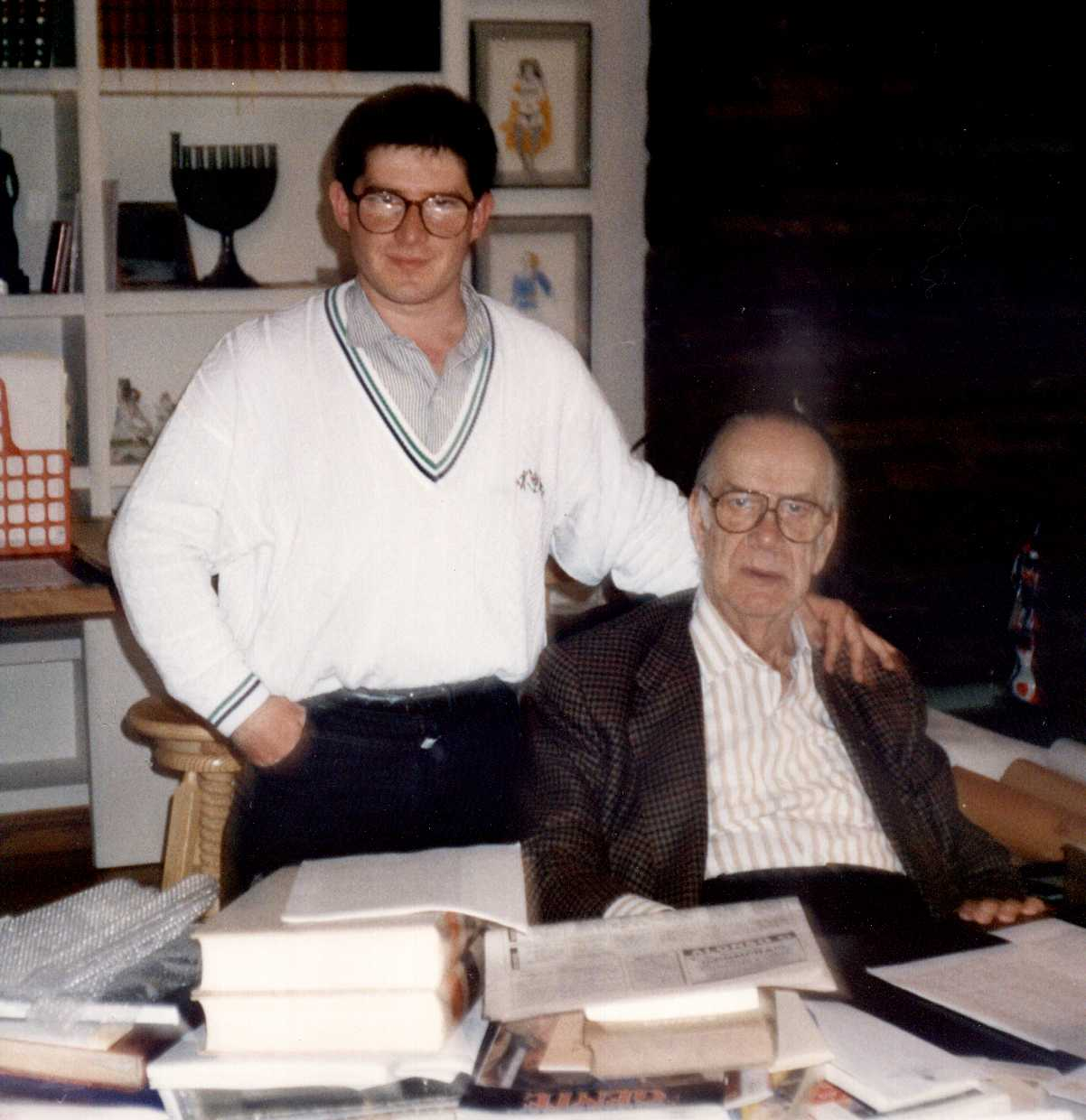
Cela (a la derecha) y su secretario, Gaspar Sánchez Salas.

Tenía grandes dotes de actor, entre ellas una voz poderosa, una excepcional capacidad paródica, sabia dosificación de la expectativa y la sorpresa, empatía con el auditorio y un gran sentido del espectáculo. Su primera incursión como guionista y actor fue en el largometraje El sótano dirigido en 1949 por el cineasta Jaime de Mayora, en el que interpreta uno de los papeles protagonistas. Cela siempre se mantuvo independiente y a contrapelo de muchas tendencias aun reconociendo una «grave falta de interés por la aventura intelectual». Mantuvo sus ideas políticas derechistas, y el hecho de haber combatido y trabajado a favor del campo nacionalista, le granjearon la enemistad del establishment literario "progresista" y la de los gobiernos socialistas de la época. A ello contestaba Cela con su humor dedicando algunos de sus libros «a mis enemigos que tanto me han ayudado en mi carrera».
Considerado como «gran farsante», por la constante antinomia que mantuvo durante su vida entre lo que decía y lo que hacía, Cela propició una especie de relaciones públicas al revés. Era pronto para la imprecación y el exabrupto. Fue representante de la literatura de posguerra.
El 19 de octubre de 1989, a las 12,59 horas, le fue concedido el Premio Nobel de Literatura según la propia Academia sueca: «...por la riqueza e intensidad de su prosa, que con refrenada compasión encarna una visión provocadora del desamparo de todo ser humano».
En 1994 recibió el Premio Planeta. La obra premiada de Cela, titulada La cruz de San Andrés, dio origen a un juicio por supuesto plagio que ha sido reabierto, al haber sido denunciado por Carmen Formoso, una de las participantes, que envió al citado certamen el manuscrito de su novela Carmen, Carmela, Carmiña, si bien los peritos judiciales que intervinieron descartaron la existencia de plagio.
En 1995 recibió el Premio Cervantes, el más prestigioso galardón literario de los países de lengua española.

## Como personaje literario
El personaje de Octavio Saldaña de la novela de Juan Manuel de Prada Mirlo blanco, cisne negro está inspirado en parte en Camilo José Cela. También es el personaje central de la novela de José de Cora Secuestro y fonda de Cela en Contamina (Tris Tram, 2008). 

## Premios

Escudo del I marqués de Iria Flavia.

- Premio de la Crítica de narrativa castellana (1956)
- Gran cruz de la Orden de Isabel la Católica  (1980)
- Premio Nacional de Narrativa (1984)
- Premio Sant Jordi de las Letras (1986)
- Premio Ramón de Carranza (1986)
- Premio Príncipe de Asturias de las Letras (1987)
- Premio Nobel de Literatura (1989)
- Gran cruz de la Orden de Carlos III

(1992)
- Premio Mariano de Cavia de Periodismo (1992)
- Premio Planeta (1994)
- Premio Cervantes (1995)

## Obras

### Novela
- La familia de Pascual Duarte (1942)
- Pabellón de reposo (1943)
- Nuevas andanzas y desventuras de Lazarillo de Tormes (1944)
- La colmena (1951)
- Mrs Caldwell habla con su hijo (1953)
- La catira, Historias de Venezuela (1955). Premio de la Crítica de narrativa castellana
- Tobogán de hambrientos (1962)
- San Camilo, 1936 (1969)
- Oficio de tinieblas 5 (1973)
- Mazurca para dos muertos (1983). Premio Nacional de Narrativa
- Cristo versus Arizona (1988)
- El asesinato del perdedor (1994)
- La cruz de San Andrés (1994). Premio Planeta
- Madera de boj (1999)

### Novela corta, cuentos, fábulas y apuntes carpetovetónicos
- Esas nubes que pasan (1945)

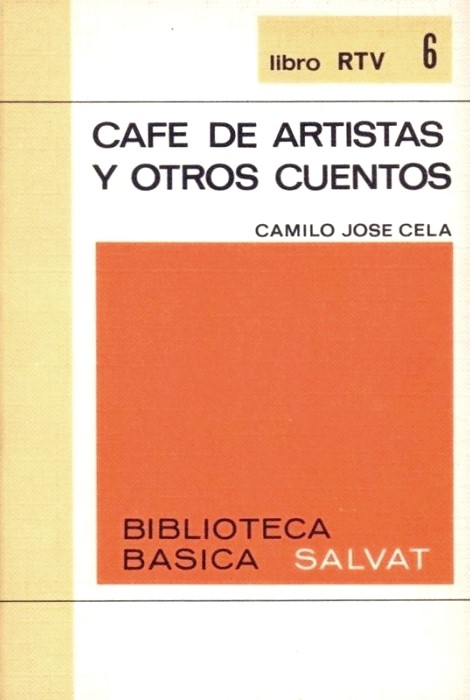
Café de artistas y otros cuentos en edición de 1969 de la Biblioteca Básica Salvat.

- El bonito crimen del carabinero y otras invenciones (1947)
- El gallego y su cuadrilla y otros apuntes carpetovetónicos (1949)[47]
- Santa Balbina 37, gas en cada piso (1951)
- Timoteo el incomprendido (1952)
- Café de artistas y otros relatos (1953)
- Baraja de invenciones (1953)
- Ensueños y figuraciones (1954)
- El molino de viento (1955)
- El molino de viento y otras novelas cortas (1956)
- Nuevo retablo de don Cristobita. Invenciones, figuraciones y alucinaciones (1957)
- Historias de España. Los ciegos. Los tontos (1958)
- Los viejos amigos (1960)
- Gavilla de fábulas sin amor (1962)
- El solitario y los sueños de Quesada (1963)
- Toreo de salón. Farsa con acompañamiento de clamor y murga (1963)
- Once cuentos de fútbol (1963)
- Izas, rabizas y colipoterras. Drama con acompañamiento de cachondeo y dolor de corazón (1964)
- La familia del héroe (1964)
- Nuevas escenas matritenses (1965)
- El ciudadano Iscariote Reclús (1965)
- La bandada de palomas (1970)
- La mancha en el corazón y los ojos (1971)
- Cinco glosas y otras tantas verdades de la silueta que un hombre trazó de sí mismo (1971)
- Balada del vagabundo sin suerte (1973)
- El tacatá oxidado. Florilegio de carpetovetonismos y otras lindezas (1974)
- Cuentos para después del baño (1974)
- Rol de cornudos (1976)
- La insólita y gloriosa hazaña del cipote de Archidona (1977)
- El espejo y otros cuentos (1981)
- Las orejas del niño Raúl (1985)
- Vocación de repartidor (1985)
- Los Caprichos de Francisco de Goya y Lucientes (1989)
- El hombre y el mar (1990)
- Torerías (1991)
- Cachondeos, escarceos y otros meneos (1993)
- La sima de las penúltimas inocencias (1993)
- La dama pájara y otros cuentos (1994)
- Historias familiares (1999)
- Cuaderno de El Espinar. Doce mujeres con flores en la cabeza (2002)

### Artículos y ensayos
- Mesa revuelta (1945)
- La naranja es una fruta de invierno (1951)
- Mis páginas preferidas (1956)
- Recuerdo de don Pío Baroja (1957)
- Cajón de sastre (1957)
- La obra literaria del pintor Solana (1957)
- La rueda de los ocios (1957)
- Cuatro figuras del 98: Unamuno, Valle-Inclán, Baroja y Azorín (1961)
- Garito de hospicianos o guirigay de imposturas o bombollas (1963)
- Las compañías convenientes y otros fingimientos y cegueras (1963)
- Diez artistas de la escuela de Mallorca (1963)
- Marañón, el hombre (1963)
- Al servicio de algo (1969)
- La bola del mundo. Escenas cotidianas (1972)
- Fotografías al minuto (1972)
- A vueltas con España (1973)
- Los sueños vanos, los ángeles curiosos (1979)
- Los vasos comunicantes (1981)
- Vuelta de hoja (1981)
- Lectura del Quijote (1981)
- El juego de los madroños (1983)
- El asno de Buridán (1986)
- Dedicatorias (1986)
- Conversaciones españolas (1987)
- Páginas escogidas (1991)
- Desde el palomar de Hita (1991)
- El camaleón soltero (1992)
- El huevo del juicio (1993)
- A bote pronto (1994)
- El color de la mañana (1996)

### Libros de viajes
- Viaje a la Alcarria (1948)
- Ávila (1952)
- Del Miño al Bidasoa. Notas de un vagabundaje (1952)
- Cuaderno del Guadarrama (1952)
- Vagabundo por Castilla (1955)
- Judíos, moros y cristianos. Notas de un vagabundaje por Ávila, Segovia y sus tierras (1956)
- Primer viaje andaluz. Notas de un vagabundaje por Jaén, Córdoba, Sevilla, Huelva y sus tierras (1959)
- Páginas de geografía errabunda (1965)
- Viaje al Pirineo de Lérida (1965)
- Madrid. Calidoscopio callejero, marítimo y campestre de Camilo José Cela para el Reino y Ultramar (1966)
- Barcelona. Calidoscopio callejero, marítimo y campestre de Camilo José Cela para el Reino y Ultramar (1970)
- Nuevo viaje a la Alcarria (1986)
- Galicia (1990)

### Poesía, romances de ciego
- Pisando la dudosa luz del día. Poemas de una adolescencia cruel (1945)
- El monasterio y las palabras (1945)
- Cancionero de la Alcarria (1948)
- Tres poemas gallegos (1957)
- La verdadera historia de Gumersinda Costulluela, moza que prefirió la muerte a la deshonra (1959)
- Encarnación Toledano o la perdición de los hombres (1959)
- Viaje a U.S.A. o el que la sigue la mata (1965)
- Dos romances de ciego (1966)
- Reloj de arena, reloj de sol, reloj de sangre (1989)
- Poesía completa (1996)

### Otros géneros
- El sótano (1949) — cine
- La cucaña, I. Memorias de Camilo José Cela. La rosa (1959) — memorias
- María Sabina (1967) — teatro
- Diccionario secreto. Tomo 1 (1968) — lexicografía
- Homenaje a El Bosco, I. El carro de heno o el inventor de la guillotina (1969) — teatro
- Diccionario secreto. Tomo 2 (1971) — lexicografía
- Enciclopedia del erotismo (1976) — lexicografía
- La cucaña, II. Memorias de Camilo José Cela. Memorias, entendimientos y voluntades (1993) — memorias
- Diccionario geográfico popular de España (1998) — lexicografía, paremiología
- Homenaje a El Bosco, II. La extracción de la piedra de la locura o El inventor del garrote (1999) — teatro.